# Великовский, Даниил Семёнович
Даниил Семёнович Велико́вский (1892 — 1959) — советский химик-исследователь.

## Биография
Родился в 1892 году в Смоленске. В 1913—1918 учился в Московском университете.
- 1929—1930 — химик-исследователь НМЗ имени Кошкина (Москва)
- 1930—1936 — работа в ЦИАтИМ (Москва)
- 1931 — первые публикации по смазкам
- 1931—1934 — работа в ГИНИ
- 1934 — начало педагогической деятельности в МНИ имени И. М. Губкина
- 1936—1959 — работа в МНИ имени И. М. Губкина на кафедре технологии переработки нефти и газа
- с 1949 года — на кафедре технологии масел и смазок
- 1937 — организатор проведения в Москве Всесоюзного совещания и практика производства и применения консистентных смазок (Москва, 21—24 июня)

Умер в 1959 году. Похоронен на Введенском кладбище (23 уч.).

## Научно-производственные и общественные достижения
Автор 6 книг и около 90 публикаций по смазкам, среди них:
- монография «Консистентные смазки. Свойства и введение в технологию» (1945)

Книги: 
- «Присадки к маслам и смазкам на основе продуктов окисления нефтяных углеводородов» (1960)
- «Консистентные смазки» (1966)

Автор более 30 изобретений. 
Один из основателей прикладной науки — химмотологии. 
Автор метода изотермической кристаллизации расплава и одного из вариантов непрерывной схемы производства мыльных смазок с омылением жирового сырья в трубчатой печи. 
Впервые предложил использовать фракции СЖК в качестве дисперсионной среды смазок. 
Один из первых выявил модифицирующее влияние кислородсодержащих ПАВ на структуру и свойства смазок. 
Организатор исследований в области «старения смазок». 
Инициатор создания новых эффективных лабораторных и стендовых методов оценки свойств смазок. 
Первый в стране применил реологические методы исследования. Под его руководством разработан пластометр МНИ-2. 
Создатель учебного курса научных основ производства и применения присадок в МНИ им. И.М. Губкина. 
Руководитель более 180 дипломных проектов и 5 кандидатских диссертаций.
Инициатор проведения в Москве первой Всесоюзной конференции по смазкам (1937) 
Участник организации Всесоюзного семинара «Состояние производства и применения смазок на синтетических жирных кислотах» (1939, Ленинград).
Кандидат технических наук (1938). Доцент (1953)

## Награды и премии
- Сталинская премия третьей степени (1947) — за разработку нового метода окисления нефтяных продуктов и применение продуктов окисления в качестве деэмульгаторов сырых нефтей и присадок к смазкам